# غزوة بني النضير
غَزْوَةُ بَنِي النُضِير حدثت في السنة الرابعة للهجرة في ربيع الأول في منازل بني النضير جنوب المدينة المنورة بين قوات المسلمين في المدينة ويهود بني النضير الذين بلغ عددهم 1500. أتت هذه الغزوة بعد محاولة يهود بني النضير اغتيال الرسول محمد صلى الله عليه وسلم إذ جائهم طالباً مساعدتهم في دية قتيلين. بعد ذلك عاد إلى المدينة وأرسل إليهم طالباً منهم الخروج من المدينة، فتحصنوا وحاصرهم عدة ليالي وبعد الحصار طلبوا إجلائهم عن المدينة فوافق الرسول محمد ﷺ شرط أن يأخذوا فقط ما تحمله الإبل دون السلاح.

## سبب الغزوة
بعد ما وقع للمسلمين في غزوة أحد تجرأ اليهود على المسلمين، وبدوْا يكاشفونهم بالغدر والعداوة، ويتصلون بالمشركين والمنافقين ويعملون لصالحهم ضد المسلمين، و محمد ﷺ صابرٌ متحملٌ لأذاهم وجرأتهم، وخاصة بعد وقعة الرجيع ومأساة بئر معونة التي قُتل فيها سبعون رجلاً من أفاضل الصحابة في كمين غادر للمشركين وحلفائهم اليهود، وقد تألم النبي ﷺ لهذه المأساة التي قُتل فيها سبعون من أصحابه تألمًا شديدًا.
وفي يوم من الأيام خلا اليهود بعضهم إلى بعض وسوَّل لهم الشيطان أعمالهم، فتآمروا على قتل الرسول ﷺ، وقالوا: «"أيكم يأخذ هذه الرحى فيصعد بها فيلقيها على رأس محمد فيشدخ بها رأسه؟ فقال أشقاهم عمرو بن جحاش: أنا. فقال لهم سلام بن مشكم: لا تفعلوا، فوالله ليُخبرن بما هممتم به، وإنه لنقض العهد الذي بيننا وبينه"».
ولكنهم أصروا وعزموا على تنفيذ هذه الخطة الخبيثة، فلما جلس النبي ﷺ إلى جنب جدار بيت من بيوتهم وجلس معه أبو بكر وعمر وعلي وطائفة من أصحابه، صعد المجرم على سطح المنزل لينفذ فعلته المشئومة، ولكنّ الله -سبحانه وتعالى- أرسل جبريل إلى رسول الله ﷺ ليُعلِمه بما همُّوا به، فأخبره جبريل، فنهض النبي ﷺ مسرعًا وتوجَّه إلى المدينة، فلحقه أصحابه فقالوا: نهضت ولم نشعر بك. فأخبرهم بما همَّ به اليهود.
وما لبث رسول الله صلى الله عليه وسلم أن بعث محمد بن مسلمة إلى يهود بني النضير يقول لهم: «"اخرجوا من المدينة ولا تساكنوني بها، وقد أجلتكم عشرًا، فمن وجدته بعد ذلك منكم ضربت عنقه"». فلم يجد اليهود مناصًا من الخروج، فأقاموا أيامًا يتجهزون للرحيل والخروج من المدينة، غير أن رئيس المنافقين عبد الله بن أبيّ بن سلول بعث إليهم أن اثبتوا وتمنَّعوا ولا تخرجوا من دياركم؛ فإنَّ معي ألفي رجل يدخلون معكم حصونكم، يدافعون عنكم ويموتون دونكم. فأنزل الله سبحانه وتعالى في سورة الحشر : ﴿أَلَمْ تَرَ إِلَى الَّذِينَ نَافَقُوا يَقُولُونَ لِإِخْوَانِهِمُ الَّذِينَ كَفَرُوا مِنْ أَهْلِ الْكِتَابِ لَئِنْ أُخْرِجْتُمْ لَنَخْرُجَنَّ مَعَكُمْ وَلَا نُطِيعُ فِيكُمْ أَحَدًا أَبَدًا وَإِنْ قُوتِلْتُمْ لَنَنْصُرَنَّكُمْ وَاللَّهُ يَشْهَدُ إِنَّهُمْ لَكَاذِبُونَ ۝١١﴾ [الحشر:11].
وهناك عادت لليهود ثقتهم، وطمع رئيسهم حيي بن أخطب فيما قاله رئيس المنافقين، فبعثوا إلى محمد ﷺ يقولون له: «إنّا لن نخرج من ديارنا، فاصنع ما بدا لك».

## الغزوة وحصار المسلمين لليهود

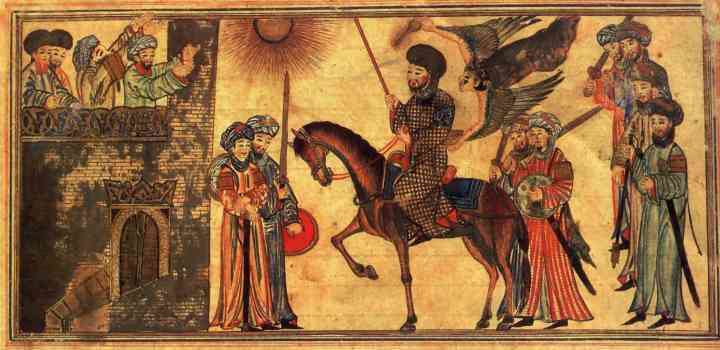
استسلام بني النضير بعد الحصار للمسلمين (رسم من القرن الرابع عشر).

كان الموقف موقفًا محرجًا بالنسبة للمسلمين، فإنَّ المسلمين لا يريدون أن يشتبكوا مع خصومهم في هذه الفترة المحرجة من تاريخهم؛ لأنَّ جبهة القتال مشتعلة مع المشركين، فلا يريدون أن يفتحوا جبهة أخرى مع اليهود؛ ولأنَّ اليهود كانوا على درجة من القوة تجعل استسلامهم بعيد الاحتمال، والقتال معهم غير مأمون العواقب والنتائج.
ولكنَّ محمد ﷺ حين بلغه جواب حيي بن أخطب كبَّر وكبَّر المسلمون معه، ثم نهض ﷺ لقتالهم ومناجزتهم، فاستعمل على المدينة عبد الله بن أم مكتوم، وسار إليهم يحمل اللواء علي بن أبي طالب، فلما وصل إليهم فرض ﷺ عليهم الحصار، فالتجأ اليهود إلى حصونهم، وكانت نخيلهم وبساتينهم عونًا لهم في ذلك، فأمر ﷺ بقطعها وتحريقها، وفي ذلك أنزل الله: ﴿مَا قَطَعْتُمْ مِنْ لِينَةٍ أَوْ تَرَكْتُمُوهَا قَائِمَةً عَلَى أُصُولِهَا فَبِإِذْنِ اللَّهِ وَلِيُخْزِيَ الْفَاسِقِينَ ۝٥﴾ (سورة الحشر، الآية 5).
فلما رأى المنافقون جدية الأمر، خانوا حلفاءهم اليهود، فلم يسوقوا لهم خيرًا ولم يدفعوا عنهم شرًّا ﴿أَلَمْ تَرَ إِلَى الَّذِينَ نَافَقُوا يَقُولُونَ لِإِخْوَانِهِمُ الَّذِينَ كَفَرُوا مِنْ أَهْلِ الْكِتَابِ لَئِنْ أُخْرِجْتُمْ لَنَخْرُجَنَّ مَعَكُمْ وَلَا نُطِيعُ فِيكُمْ أَحَدًا أَبَدًا وَإِنْ قُوتِلْتُمْ لَنَنْصُرَنَّكُمْ وَاللَّهُ يَشْهَدُ إِنَّهُمْ لَكَاذِبُونَ ۝١١﴾ (سورة الحشر، الآية 11)، ﴿لَئِنْ أُخْرِجُوا لَا يَخْرُجُونَ مَعَهُمْ وَلَئِنْ قُوتِلُوا لَا يَنْصُرُونَهُمْ وَلَئِنْ نَصَرُوهُمْ لَيُوَلُّنَّ الْأَدْبَارَ ثُمَّ لَا يُنْصَرُونَ ۝١٢﴾ (سورة الحشر، الآية 12). ولهذا مثَّلهم الله سبحانه وتعالى بالشيطان فقال: ﴿كَمَثَلِ الشَّيْطَانِ إِذْ قَالَ لِلْإِنْسَانِ اكْفُرْ فَلَمَّا كَفَرَ قَالَ إِنِّي بَرِيءٌ مِنْكَ إِنِّي أَخَافُ اللَّهَ رَبَّ الْعَالَمِينَ ۝١٦﴾ (سورة الحشر، الآية 16).
ولم يطل الحصار طويلاً، وإنما دام ست ليال فقط، حتى قذف الله في قلوبهم الرعب، فانهزموا وتهيأوا للاستسلام وإلقاء السلاح، فأرسلوا إلى محمد ﷺ «نحن نخرج عن المدينة»، فوافق ﷺ على أن يخرجوا منها بنفوسهم وذراريهم، وأنّ لهم ما حملت الإبل إلا السلاح، فوافقوا على ذلك. ولحقدهم وحسدهم قاموا بتخريب بيوتهم بأيديهم، ليحملوا معهم الأبواب والشبابيك والجذوع؛ حتى لا يأخذها المسلمون، ثم حملوا النساء والصبيان على ستمائة بعير، وأسلم منهم رجلان فقط، وذهبت طائفة منهم إلى الشام.
فقبض محمد ﷺ سلاحهم، واستولى على أرضهم وديارهم وأموالهم، فوجد معهم من السلاح خمسين درعًا وثلاثمائة وأربعين سيفًا، فكانت أموالهم وديارهم خالصة لمحمد ﷺ يضعها حيث يشاء، ولم يُخمسها ﷺ (أي لم يقسِّمها بالخمس كالغنائم)؛ لأنَّ المسلمين لم يوجفوا عليها بخيل ولا ركاب، وإنما أفاءها الله عليهم وساقها لهم بدون قتال، فقسَّمها ﷺ بين المهاجرين الأوَّلين.
كانت غزوة بني النضير في شهر ربيع الأول من السنة الرابعة للهجرة، وأنزل الله في هذه الغزوة سورة الحشر بأكملها، يقول الله سبحانه وتعالى بعد بسم الله الرحمن الرحيم: ﴿سَبَّحَ لِلَّهِ مَا فِي السَّمَاوَاتِ وَمَا فِي الْأَرْضِ وَهُوَ الْعَزِيزُ الْحَكِيمُ ۝١ هُوَ الَّذِي أَخْرَجَ الَّذِينَ كَفَرُوا مِنْ أَهْلِ الْكِتَابِ مِنْ دِيَارِهِمْ لِأَوَّلِ الْحَشْرِ مَا ظَنَنْتُمْ أَنْ يَخْرُجُوا وَظَنُّوا أَنَّهُمْ مَانِعَتُهُمْ حُصُونُهُمْ مِنَ اللَّهِ فَأَتَاهُمُ اللَّهُ مِنْ حَيْثُ لَمْ يَحْتَسِبُوا وَقَذَفَ فِي قُلُوبِهِمُ الرُّعْبَ يُخْرِبُونَ بُيُوتَهُمْ بِأَيْدِيهِمْ وَأَيْدِي الْمُؤْمِنِينَ فَاعْتَبِرُوا يَا أُولِي الْأَبْصَارِ ۝٢ وَلَوْلَا أَنْ كَتَبَ اللَّهُ عَلَيْهِمُ الْجَلَاءَ لَعَذَّبَهُمْ فِي الدُّنْيَا وَلَهُمْ فِي الْآخِرَةِ عَذَابُ النَّارِ ۝٣ ذَلِكَ بِأَنَّهُمْ شَاقُّوا اللَّهَ وَرَسُولَهُ وَمَنْ يُشَاقِّ اللَّهَ فَإِنَّ اللَّهَ شَدِيدُ الْعِقَابِ ۝٤ مَا قَطَعْتُمْ مِنْ لِينَةٍ أَوْ تَرَكْتُمُوهَا قَائِمَةً عَلَى أُصُولِهَا فَبِإِذْنِ اللَّهِ وَلِيُخْزِيَ الْفَاسِقِينَ ۝٥ وَمَا أَفَاءَ اللَّهُ عَلَى رَسُولِهِ مِنْهُمْ فَمَا أَوْجَفْتُمْ عَلَيْهِ مِنْ خَيْلٍ وَلَا رِكَابٍ وَلَكِنَّ اللَّهَ يُسَلِّطُ رُسُلَهُ عَلَى مَنْ يَشَاءُ وَاللَّهُ عَلَى كُلِّ شَيْءٍ قَدِيرٌ ۝٦﴾ [الحشر:1–6].

## دروس وعبر من غزوة بني النضير
بعد أن ذكر الله -سبحانه وتعالى- في سورة الحشر الأحداث التي حدثت في غزوة بني النضير، قال: ﴿هُوَ الَّذِي أَخْرَجَ الَّذِينَ كَفَرُوا مِنْ أَهْلِ الْكِتَابِ مِنْ دِيَارِهِمْ لِأَوَّلِ الْحَشْرِ مَا ظَنَنْتُمْ أَنْ يَخْرُجُوا وَظَنُّوا أَنَّهُمْ مَانِعَتُهُمْ حُصُونُهُمْ مِنَ اللَّهِ فَأَتَاهُمُ اللَّهُ مِنْ حَيْثُ لَمْ يَحْتَسِبُوا وَقَذَفَ فِي قُلُوبِهِمُ الرُّعْبَ يُخْرِبُونَ بُيُوتَهُمْ بِأَيْدِيهِمْ وَأَيْدِي الْمُؤْمِنِينَ فَاعْتَبِرُوا يَا أُولِي الْأَبْصَارِ ۝٢﴾ [الحشر:2].
فهو أمر منه سبحانه وتعالى بأخذ الدروس والعبر من غزوة بني النضير، ومن أعظم العبر فيها إثبات قدرة الله سبحانه وتعالى على تغيير الأحوال وتبديل الحال وتصريف الأمور كيف يشاء سبحانه وتعالى، فلا يقف أمام قوته وقدرته شيء، فهؤلاء اليهود كان الناس جميعًا حتى المسلمون يظنون أن قوتهم وحصونهم التي يتحصنون بداخلها لن يستطيع أحد أن يخترقها أو يخرجهم منها {مَا ظَنَنْتُمْ أَنْ يَخْرُجُوا}؛ أي أنتم أيها المسلمون مَا ظَنَنْتُمْ أَنْ يَخْرُجُوا، {وَظَنُّوا} أي اليهود أن حصونهم مانعتهم من الله، ولكن الله جل جلاله أتاهم من حيث لم يحسبوا، فسلَّط عليهم جنديًّا من جنوده وهو الرعب، فانهارت معنوياتهم وضعفت نفسياتهم، فاستسلموا وخربوا بيوتهم بأيديهم.
فعلى الناس أن يعلموا أن الله الذي أجلى هؤلاء وأزالهم بعد أن ظنَّ الناس أن حصونهم مانعتهم - قادرٌ على أن يزيل غيرهم من الكافرين والمتكبرين والظالمين بشرط أن يصلح الناس أحوالهم، ويُقبلوا على منهج ربهم، وينصروا دينه، فإذا حققوا ذلك فإنَّ الله سينصرهم وسيهلك عدوهم : ﴿الَّذِينَ أُخْرِجُوا مِنْ دِيَارِهِمْ بِغَيْرِ حَقٍّ إِلَّا أَنْ يَقُولُوا رَبُّنَا اللَّهُ وَلَوْلَا دَفْعُ اللَّهِ النَّاسَ بَعْضَهُمْ بِبَعْضٍ لَهُدِّمَتْ صَوَامِعُ وَبِيَعٌ وَصَلَوَاتٌ وَمَسَاجِدُ يُذْكَرُ فِيهَا اسْمُ اللَّهِ كَثِيرًا وَلَيَنْصُرَنَّ اللَّهُ مَنْ يَنْصُرُهُ إِنَّ اللَّهَ لَقَوِيٌّ عَزِيزٌ ۝٤٠﴾ [الحج:40].
أن في سورة الحشر إشارة واضحة إلى أن الهلاك متحقق في الوقوف في وجه الحق وتعذيب أهل الحق أو مطاردتهم أو سجنهم، فهؤلاء اليهود لما عزموا على قتل الرسول ﷺ بإلقاء الرحى عليه من سطح البيت، مكر الله بهم فأذلهم وأخزاهم وخرَّب بيوتهم ورحلهم من ديارهم بدون أن يتكلف المسلمون أية تكاليف في ذلك، وإنما دخلوا أرضهم بدون خيل ولا ركاب؛ أي بدون حرب ولا مشقة.
كما أن في الآية إشارة للمسلمين بتجنُّب الغدر والابتعاد عن الخيانة ونقض العهد؛ حتى لا يقع لهم ما وقع لليهود، فاعتبروا يا أولي الأبصار.
كما أن من الدروس العظيمة في غزوة بني النضير بيان حال المنافقين وكشف العلاقة الوطيدة بينهم وبين أهل الكتاب من اليهود والنصارى، حتى إن الله سبحانه وتعالى سماهم (إخوانهم) الذين كفروا من أهل الكتاب فقال: ﴿أَلَمْ تَرَ إِلَى الَّذِينَ نَافَقُوا يَقُولُونَ لِإِخْوَانِهِمُ الَّذِينَ كَفَرُوا مِنْ أَهْلِ الْكِتَابِ لَئِنْ أُخْرِجْتُمْ لَنَخْرُجَنَّ مَعَكُمْ وَلَا نُطِيعُ فِيكُمْ أَحَدًا أَبَدًا وَإِنْ قُوتِلْتُمْ لَنَنْصُرَنَّكُمْ وَاللَّهُ يَشْهَدُ إِنَّهُمْ لَكَاذِبُونَ ۝١١﴾ [الحشر:11].
فعلاقة المنافقين باليهود علاقة حميمة، وصلتهم بهم صلة قوية، يعقدون معهم المؤامرات ويتآمرون معهم ضد المسلمين ويوعدونهم بالدفاع عنهم ونصرتهم وحمايتهم من المسلمين {لَئِنْ أُخْرِجْتُمْ لَنَخْرُجَنَّ مَعَكُمْ وَلَا نُطِيعُ فِيكُمْ أَحَدًا أَبَدًا وَإِنْ قُوتِلْتُمْ لَنَنْصُرَنَّكُمْ}.

## طالع كذلك
- غزوات الرسول محمد